# Lis Sørensen
Lis Sørensen, född 28 maj 1955 i Brabrand, är en dansk låtskrivare och sångerska som sjunger på danska.
Under 1970-talet arbetade hon med Anne Linnet i Shit & Chanel och Anne Linnet Band. 1983 gav hon ut sin första soloskiva. Hennes största framgång var skivan Hjerternes Sang från 1989 på vilken hennes största hit Mine øjne de skal se förekommer.[källa behövs]
På albumet Under stjernerne et sted från 1993 finns bland annat låten Brændt, som är en översättning från engelska av låten Torn. Den spelades senare in på originalspråket av rockbandet Ednaswap på deras debutalbum och 1997 av Natalie Imbruglia.
Sørensen fick Danish Music Awards hederspris år 2019.

## Diskografi

### Studioalbum
- 1983 – Himmelen ned på jorden
- 1985 – Lis Sørensen
- 1987 – Sigøjnerblod
- 1989 – Hjerternes sang
- 1991 – Vis dit ansigt
- 1993 – Under stjernerne et sted
- 1995 – Du ka' få mig til alt
- 1998 – Kærtegn
- 2000 – Rose
- 2005 – Con Amor
- 2010 – For kærlighedens skyld
- 2017 – Bedre tider

### Samlingsalbum
- 1996 – Indtil dig igen - Sørensen's bedste
- 2005 – Tæt på ækvator (Alle tiders)
- 2007 – De allerstørste sange (Live på Kronborg)
- 2009 – Du tænder lys (Det bedste med Lis Sørensen
- 2013 – På sådan en morgen (De 20 skønneste)

### Livealbum
- 2003 – Nærvær og næsten
- 2017 – Live at Stella Polaris